# Canton de Gidy
Le canton de Gidy est une ancienne division administrative française du district d'Orléans situé dans le département du Loiret.

## Histoire
Le canton est créé le 10 février 1790 sous la Révolution française.
Le canton disparaît en 1801 (9 vendémiaire, an X) sous le Premier Empire ; Cercottes est reversée dans le canton de Neuville ; Gidy et Saran intègrent le canton d'Ingré.

## Géographie
Le canton de Gidy comprend les trois communes suivantes : Cercottes (ou Cerrecottes), Gidy et Saran.